# Айрюм (верхний приток Ульки)
Айрюм (балка Айрюм) — река в России, протекает по Адыгее. Устье реки находится в 66 км по правому берегу реки Улька. Длина реки составляет 25 км, площадь водосборного бассейна — 40,3 км².

## Данные водного реестра
По данным государственного водного реестра России относится к Кубанскому бассейновому округу, водохозяйственный участок реки — Лаба от впадения реки Чамлык и до устья. Речной бассейн реки — Кубань.
Код объекта в государственном водном реестре — 06020000912108100004200.